# IC 598
IC 598 — галактика типу S0-a (спіральна галактика) у сузір'ї Велика Ведмедиця.
Цей об'єкт міститься в оригінальній редакції індексного каталогу.